# Günter Oskar Dyhrenfurth
Günter Oskar Dyhrenfurth (* 12. November 1886 in Breslau; † 14. April 1975 in Ringgenberg BE) war ein deutsch-schweizerischer Geologe und Bergsteiger. Ihm gelangen zahlreiche Erstbegehungen in europäischen Gebirgen. In den Jahren 1930 und 1934 leitete er Expeditionen in den Himalaya.

## Leben

### Herkunft und Familie
Dyhrenfurth war der Sohn des Arztes und Geheimrats Oskar Robert Dyhrenfurth (1850–1932) aus Breslau und seiner Frau Käthe geb. Bayer. Dyhrenfurths Vater war Vetter des Juristen Waldemar Dyhrenfurth. Der Großvater mütterlicherseits war der schlesische Maler Hermann Bayer.
1911 heiratete Dyhrenfurth Harriet Pauline geb. Heymann, genannt Hettie, die wie er aus Breslau stammte und jüdische Vorfahren hatte. Sie bekamen in den Jahren 1913, 1915 und 1918 drei Kinder: Harald, Hiltraut und Norman Dyhrenfurth. Der Sohn Norman wurde schon früh von seinem Vater auf Bergtouren mitgenommen.
Von 1923 bis 1926 lebte die Familie in Salzburg und übersiedelte dann in die Schweiz. Hettie Dyhrenfurth berichtete ab 1935 auf Vortragsreisen in den USA über ihre Erfahrungen bei den Himalaya-Expeditionen, blieb schließlich dort und versuchte die Familie zu überzeugen, ebenfalls in die USA auszuwandern. 1937 bestiegen Günter Oskar Dyhrenfurth und sein damals 19-jähriger Sohn Norman bei einer gemeinsamen Tour im Mont-Blanc-Massiv sieben Viertausender. Anschließend besuchte Norman mit seiner Schwester Hiltraut seine Mutter und blieb dann ebenfalls in den USA. Er begegnete seinem Vater erst nach 15 Jahren wieder, im Jahr 1952. Er wirkte bei zahlreichen Bergfilmen als Kameramann mit und leitete später wie sein Vater zwei Expeditionen im Himalaya.
Dyhrenfurth, der in der Schweiz blieb, und seine Frau Hettie ließen sich 1948 scheiden. Im selben Jahr heiratete Dyhrenfurth seine Lebensgefährtin, die Literaturwissenschaftlerin und Bergsteigerin Irene Dyhrenfurth geb. Klar, die ein Standardwerk über die Geschichte des deutschen Jugendbuches schrieb und alpinistisches Schriftgut übersetzte. Mit ihr hatte er seit 1929 einen Sohn.

### Studium und Berufstätigkeit
Von 1904 bis 1909 studierte Dyhrenfurth Geologie und Paläontologie an den Universitäten Freiburg im Breisgau, Wien und Breslau. 1909 erfolgte die Promotion, 1913 die Habilitation. Von 1907 bis 1914 arbeitete er an der Erstellung der Geologischen Karte der Schweiz in Graubünden mit.
Von 1919 bis 1921 lehrte er als Titularprofessor, danach als außerordentlicher Professor für Geologie und Paläontologie an der Schlesischen Friedrich-Wilhelms-Universität in Breslau. Nach der Machtübernahme der Nationalsozialisten legte er seine Professur 1933 nieder. Von 1939 bis 1954 war er Lehrer für Geographie und Naturwissenschaften am Institut auf dem Rosenberg in St. Gallen. 1956 wurde er als NS-Opfer anerkannt und rückwirkend als ordentlicher Professor rehabilitiert und emeritiert.

### Himalaya-Expeditionen
In den 1930er-Jahren zog das Forscherehepaar Günter und Hettie Dyhrenfurth zweimal in den Himalaya. Die Kinder erlebten die Expeditionen via Briefverkehr von der Schweiz aus mit.
1930 leitete Dyhrenfurth die Expedition zur Kangchendzönga-Gruppe im Ost-Himalaya (Höhenweltrekord Jongsong-Gipfel 7459 m). Dass bei der ersten Expedition 1930 erstmals auch bewegte Bilder in mehr als 6000 Meter Höhe entstanden, sorgte für großes Aufsehen. Der Dokumentarfilm Himatschal, Thron der Götter, gefilmt von Charles Duvanel, wurde ein großer Erfolg.
Ab 13. April 1934 leitete er die große „Internationale Himalaya-Expedition“, die 13 Teilnehmer umfasste und zum oberen Baltoro-Gletscher führte. Teilnehmer waren neben Dyhrenfurth und seiner Frau u. a. Dr. Winzeler, Piero Ghiglione, Marcel Kurz, André Roch, Jimmy Belaieff, Bertl Höcht und Hans Ertl. Am Süd-Süd-Ost-Sporn erreichten sie schließlich eine Höhe von etwa 6200 m, mussten aber erkennen, dass es nicht möglich war, die Balti-Träger über diesen steilen Schneegrat zu führen. Daraufhin verlegten sie ihre Route an die beiden südlich angrenzenden Gipfel Sia Kangri (der damals noch Queen-Mary-Peak hieß) und Baltoro Kangri (damals noch Golden Throne genannt) mit dem dazwischen liegenden Conway-Sattel. Der Expedition gelangen die ersten Besteigungen von Siebentausendern im Karakorum. Gemeinsam mit Albert Höcht und Hans Ertl gelang Dyhrenfurth mit seiner Ehefrau Hettie am 3. August 1934 die Erstbesteigung des Sia Kangri I (7422 m). Hettie Dyhrenfurth übertraf dabei den fast 30 Jahre unangetasteten Höhenrekord von Frauen, erreicht von Fanny Bullock Workman 1906 (Pinnacle Peak, 6932 m, Nun Kun-Gruppe). Der neue Rekord wurde erst 1955 gebrochen. Der Ostgipfel des Baltoro Kangri (Golden Throne, 7260 m) wurde von James Belaieff, Piero Ghiglione und André Roch erstmals bestiegen. Ein Teil der Expeditionsmannschaft besuchte auf dem Rückmarsch das Kloster Lamayuru im westlichen Ladakh. Die photographischen Aufnahmen – zum Großteil von Dyhrenfurth und Vittorio Sella – sind von hervorragender Qualität. Damit wurden alle vier Gipfel des Sia Kangri bestiegen. Im Rahmen der Expedition 1934 wurde der Film Der Dämon des Himalaya gedreht (Kamera u. a. Richard Angst und Hans Ertl).
Die Expedition hatte fast durchgehend mit finanziellen Schwierigkeiten zu kämpfen. Dabei
brachte sie erste wissenschaftlich fundierte Erkenntnisse über die Tektonik im Himalaya. Dyhrenfurths Bericht über die Expedition 1934 bietet neben dem Reisebericht mit Wissenswertem zu Land und Leuten eine reiche wissenschaftliche Ausbeute (Geologie, Gletscherkunde etc.).

## Mitgliedschaften
- 1908 Deutsche Geologische Gesellschaft
- 1912 Paläontologische Gesellschaft[7]
- 1912 Schweizerische Geologische Gesellschaft

## Auszeichnungen
- 1933: Leica-Kamera mit der Nummer 125.000[8]
- 1936: Prix olympique d’alpinisme bei den Olympischen Sommerspielen 1936, gemeinsam mit seiner Frau Hettie[1]
- 1956: Großes Bundesverdienstkreuz (9. November)[9]

## Werke
- mit Alfred von Martin: Skizzen aus der Hohen Tatra. In: Zeitschrift des Deutschen und Österreichischen Alpenvereins, Jahrgang 1908, S. 153–176 (online bei ANNO).
- Himalaya. Unsere Expedition 1930. Scherl, Berlin 1931.
- mit Hermann Hoerlin, Erwin Schneider und Ulrich Wieland: Unsere Himalaja-Expedition 1930. Zeitschrift des Deutschen und Österreichischen Alpen-Vereins 1931, S. 47–87.
- Dämon Himalaya. Bericht der Internationalen Karakoram-Expedition 1934. Schwabe, Basel 1935.
- Baltoro. Ein Himalaya-Buch. Schwabe, Basel 1939.
- Himalaya-Fahrt. Unsere Expedition 1930. Orell Füssli, Zürich 1942.
- Zum dritten Pol. Die Achttausender der Erde. Nymphenburger Verlagshandlung, München 1952.
- Das Buch vom Nanga Parbat. Die Geschichte seiner Besteigung 1895–1953. Nymphenburger Verlagshandlung, München 1954.
- Das Buch vom Kantsch. Die Geschichte seiner Besteigung. Nymphenburger Verlagshandlung, München 1955.
- Der dritte Pol. Die Achttausender und ihre Trabanten. Frankfurt am Main 1961.
- Hans Ertl. Meine wilden dreißiger Jahre, München 1982.

## Filme
- Himatschal, der Thron der Götter. Deutschland 1930/1931, Dokumentarfilm
- Der Dämon des Himalaya. Schweiz / Deutschland 1934/1935, Spielfilm